# Holoteleia laticeps
Holoteleia laticeps är en stekelart som beskrevs av Lubomir Masner 1994. Holoteleia laticeps ingår i släktet Holoteleia och familjen Scelionidae. Inga underarter finns listade i Catalogue of Life.